# Michaela May
Pour les articles homonymes, voir May.
Michaela May, née le 18 mars 1952 à Munich, est une actrice allemande.

## Biographie
Michaela May apprend la danse à sept ans et apparaît sur scène dans un ballet à dix. Elle fait ses débuts au cinéma sous son vrai nom à 13 ans dans La Case de l'oncle Tom. Elle étudie pour être enseignante puis entre dans une école de théâtre. Sur le conseil de son agent, elle prend le pseudonyme de Michaela May pour tourner dans Heidi.
Elle se consacre ensuite au théâtre. En 1970, elle fait ses débuts sur les scènes théâtrales au Theater am Kurfürstendamm de Berlin. En 1972, elle y apparaît dans la pièce Une poignée d'orties de Marc-Gilbert Sauvajon.
Après Münchner Geschichten (de) en 1974, elle devient une actrice récurrente dans d'autres séries télévisées.
Michaela May épouse en 1980 l'avocat Jack Schiffer, avec qui elle a deux filles. En 2006, elle fait un second mariage avec le réalisateur Bernd Schadewald (de).

## Engagement social
Michaela May est engagée dans plusieurs causes auprès des associations Mukoviszidose e. V. Bundesverband Cystische Fibrose (assistance aux patients atteints de mucoviscidose et promotion de la recherche contre cette maladie), SOS Villages d’enfants (siège allemand de l’association) et Welthungerhilfe.

## Filmographie (sélection)

### Cinéma
- 1965 : La Case de l'oncle Tom de Géza von Radványi : La petite Eva
- 1965 : Heidi de Werner Jacobs : Klara Sesemann
- 1969 : Feux croisés sur Broadway de Harald Reinl : Alice Davis
- 1969 : Pepe, der Paukerschreck (de) de Harald Reinl : Lydia
- 1971 : La Guigne l'emporte (Das haut den stärksten Zwilling um) de Franz Josef Gottlieb : Wilma
- 1978 : Die Fluchtlinie de Klaus Müller-Laue et Herbert Rimbach : Carola
- 1979 : The American Success Company de William Richert
- 1982 : Wie hätten Sie’s denn gern? (de) de Rolf von Sydow (de) : Nelly
- 1997 : Widows – Erst die Ehe, dann das Vergnügen de Sherry Hormann : Andrea
- 1997 : Das merkwürdige Verhalten geschlechtsreifer Großstädter zur Paarungszeit de Marc Rothemund : Hilde
- 2004 : Salon Brasil d’Andi Niessner : Heidi
- 2015 : Trouble-fête (Familienfest) de Lars Kraume : Anne
- 2019 : Schmucklos (cy) de Thomas Schwendemann (de) : Elisabeth Graubein

### Téléfilms
- 1967 : Der Tod läuft hinterher de Wolfgang Becker : Une danseuse
- 1979 : Fallstudien de Hartmut Giesmayer : Astrid
- 1980 : La Conquête du ciel de Jean-Louis Lignerat : Petra
- 1987 : Das Hintertürl zum Paradies de Reinhard Donga (de) : Maria
- 1992 : Der Struppi ist weg de Thomas Engel : Irene Liebl
- 1993 : Klippen des Todes de Wolf Gremm : Ruth
- 1995 : Lovers (de) de Xaver Schwarzenberger : Livinia Thurnau
- 1995 : Wozu denn Eltern? de Rüdiger Nüchtern (de) : Vera Rabe
- 1999 : Liebe und weitere Katastrophen de Bernd Fischerauer (de) : Rita Klein
- 2001 : Hochzeit zu viert de Heidi Kranz (de) : Johanna Schneider
- 2003 : Auch Erben will gelernt sein de Karola Meeder (de) : Elfriede Helmholtz
- 2006 : Kurhotel Alpenglück de Peter Sämann (de) : Christiane Steiner
- 2008 : Vier Tage Toskana de Michael Keusch (de) : Erika Dorn
- 2009 : Die göttliche Sophie – Das Findelkind (de) de Hajo Gies (de) : Sophie Strohmayr
- 2009 : Eine Liebe in Venedig de Klaus Wirbitzky (de) : Christina Petersen
- 2012 : Katie Fforde: Leuchtturm mit Aussicht de John Delbridge (de) : Mona Sadler
- 2012 : Tessa Hennig: Elli gibt den Löffel ab (de) d’Edzard Onneken : Elli
- 2014 : Unterwegs mit Elsa (de) de Bettina Woernle (de) : Elsa Novak
- 2015 : Wahlversprechen und andere Lügen de Hans-Jürgen Tögel (de) : Gwen Norton

### Séries télévisées
- 1973 : Kinderheim Sasener Chaussee (6 épisodes) : Hannelore
- 1974 : Münchner Geschichten (8 épisodes) : Susi Hillemeier
- 1974 : Hamburg Transit : Awuku : Doris
- 1976 : Inspecteur Derrick : Un sale caractère (Ein unbegreiflicher Typ) : Katharina Koller
- 1976 : Inspecteur Derrick : Risque (Risiko) : Vera Habinger
- 1977 : Tatort : Flieder für Jaczek : Irmi
- 1978-1987 : Soko brigade des stups (18 épisodes) : Carola Less
- 1979 : Tatort: Ein Schuß zu viel : Birgit Illich
- 1979 : Inspecteur Derrick : Attentat contre Bruno (Anschlag auf Bruno) : Gerda Henk
- 1981 : Le Renard : L’inconnu (Die Unbekannte) : Margarete Wendt
- 1983 : Monaco Franze – Der ewige Stenz : Herr der sieben Meere : Lilly
- 1986 : Schafkopfrennen (5 épisodes) : Katharina Schantl
- 1986 : Irgendwie und Sowieso (de) (6 épisodes) : Marlene Weiginger
- 1986 : L'Enquêteur (Der Fahnder) : Lauter gute Freunde : Annegret Hofmann
- 1986 : Kir Royal (de): Königliche Hoheit : Kathi Maibock
- 1987 : Hans im Glück (2 épisodes) : Bettina Steindl
- 1987 : Zur Freiheit (18 épisodes) : Anne
- 1989 : Le Renard : Le coup de feu (Der Schuss) : Brita Wolf
- 1989 : Un cas pour deux : La clé (Der Schlüssel) : Anne Körner
- 1989 : Forsthaus Falkenau (onze épisodes) : Jutta Marquart
- 1989 : Die Männer vom K3 : Todlicher Export : Margret Starke
- 1990 :  L'Enquêteur (Der Fahnder) : Carola Vermächtnis : Yvette Kern
- 1992 : Das Nest (10 épisodes) : Vivian Schubert
- 1992–1998 : Der Bergdoktor (42 épisodes) : Alexandra von Brauneck
- 1993 : Tatort: Kesseltreiben : Anna
- 1993 : Das Traumschiff : Agypten : Grit von Dongen
- 1993 : Zwei Halbe sind noch lange kein Ganzes (13 épisodes) : Juliane Bethke
- 1994-1995 : Unsere Schule ist die Beste (seize épisodes) : Le Dr Ursula Steiner
- 1996 : La Caverne de la rose d'or 5 : le retour de Fantagaro : Asteria
- 1996 : Männer sind was Wunderbares (2 épisodes) : Mme Wenheimer
- 1999 : Kanadische Träume – Eine Familie wandert aus (mini-série) : Petra Beckmann
- 1998 : Das Traumschiff : Argentinien : Anne Schenk
- 2000 : Polizeiruf 110 (17 épisodes) : Jo Obermeier, commissaire de police criminelle
- 2002 : Rosamunde Pilcher : Wenn nur noch Liebe zählt Anne
- 2002 : Das Traumschiff: Chile und die Osterinseln : Hella Berger
- 2005 : Unter weißen Segeln : Odyssee der Herzen : Claudia Stellmann
- 2007 : Rosamunde Pilcher: Der Mann meiner Träume : Deborah Harrison
- 2008 : Unser Mann in Süden (4 épisodes) : Karin Hammerstein
- 2008-2011 : Alles was recht ist (4 épisodes) : Le Dr Lena Kalbach
- 2010 : Inga Lindström : Zwei Ärzte und die Liebe : Elsa Halström
- 2011 : Inga Lindström: Frederiks Schuld : Katerina Lindberg
- 2010 : Utta Danella : Eine Nonne zum Verlieben : Sœur Barbara
- 2012 : Stolberg : Tödliches Netz : Marleen Weisse
- 2013 : Utta Danella : Sturm am Ehehimmel : Teresa Sommer

## Distinctions
- 2005 : Le prix de la télévision allemande (de), catégorie meilleure série policière pour Polizeiruf 110 – Der scharlachrote Engel[5]
- 2006 : Le prix Adolf-Grimme en or pour Polizeiruf 110 – Der scharlachrote Engel
- 2007 : La Bayerische Staatsmedaille für Soziale Verdienste zur Mukoviszidose Stiftung (Médaille d’État du land de Bavière pour mérite social), pour son engagement pour l’association Mukoviszidose e. V[6].
- 2008 : Le prix AZ-Stern de l’année pour Polizeiruf 110
- 2009 : La médaille d’or München leuchtet (médaille d'honneur officielle pour services spéciaux à la ville de Munich, décernée par la capitale bavaroise Munich)[7]
- 2009 : Le Bobby (prix décerné une fois par an, à des personnes particulièrement attachées aux besoins des personnes handicapées, par l’association Lebenshilfe für Menschen mit Behinderung e.V.)
- 2011 : L'ordre bavarois du Mérite
- 2017 : Le prix de la télévision allemande (de), catégorie meilleure série pour Familienfest
- 2018 : Le Bayerische Poetentaler (Le Poetentaler bavarois est un prix décerné par l'association littéraire allemande Muenchner Turmschreiber. Le Poetentaler est décerné chaque année aux institutions et aux personnes qui ont contribué à la culture bavaroise)[8].
- 2019 : Citoyenne d’honneur de la ville de Munich[9]
- 2019 : Le Bambi, prix honorifique[10]

## Source de la traduction
- (de) Cet article est partiellement ou en totalité issu de l’article de Wikipédia en allemand intitulé « Michaela May » (voir la liste des auteurs).